# Liste von Täublingen
|  | Dieser Artikel wurde aufgrund von formalen oder inhaltlichen Mängeln in der Qualitätssicherung Biologie im Abschnitt „Mykologie“ zur Verbesserung eingetragen. Dies geschieht, um die Qualität der Biologie-Artikel auf ein akzeptables Niveau zu bringen. Bitte hilf mit, diesen Artikel zu verbessern! Artikel, die nicht signifikant verbessert werden, können gegebenenfalls gelöscht werden. Lies dazu auch die näheren Informationen in den Mindestanforderungen an Biologie-Artikel. |

Täublinge (Russula) zählen mit schätzungsweise 750 Arten weltweit zu den artenreichsten Pilzgattungen. In Mitteleuropa sind ca. 200 bekannt. In dieser alphabetisch sortierten Liste sind, soweit möglich, die Namensgeber und das Jahr der Klassifizierung angegeben.

## Täublinge

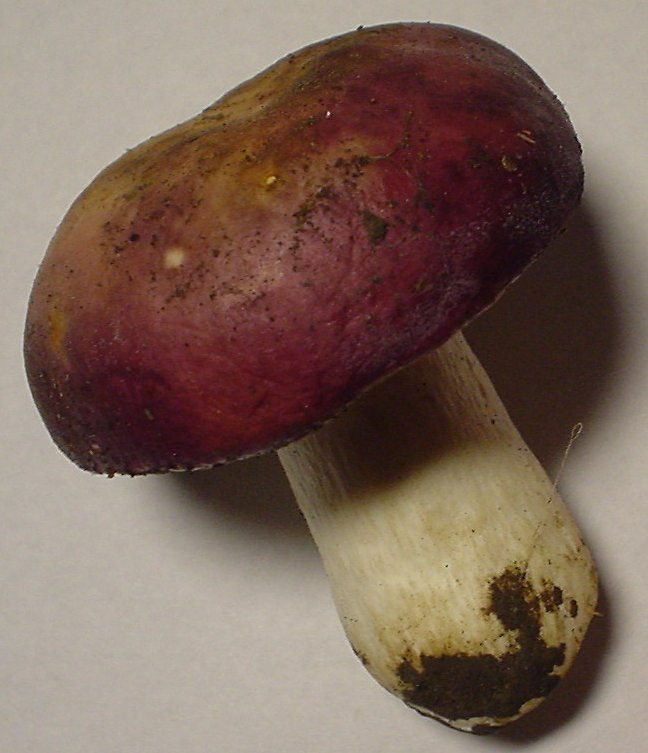
Russula xerampelina

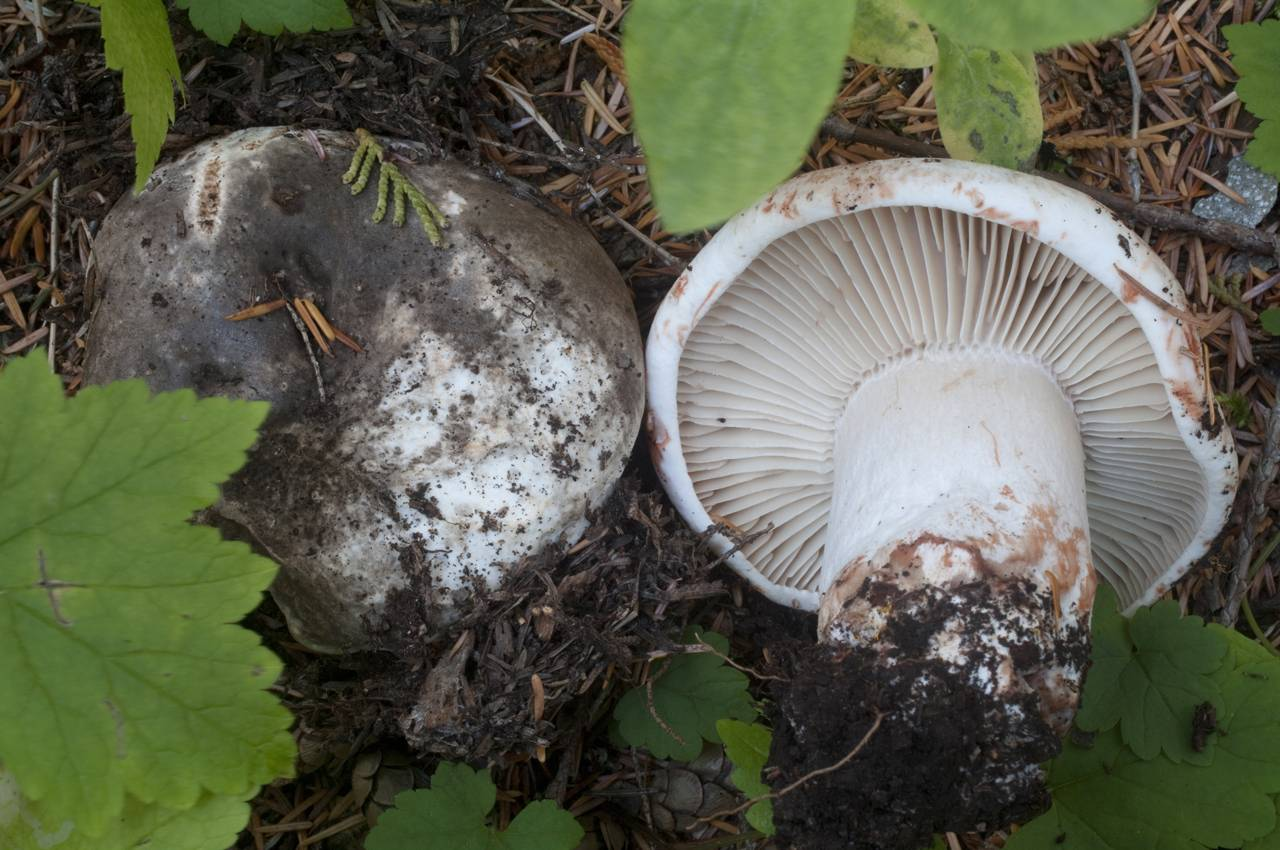
Russula nigricans Typusart der Untergattung Compactae (Fr.) Bon

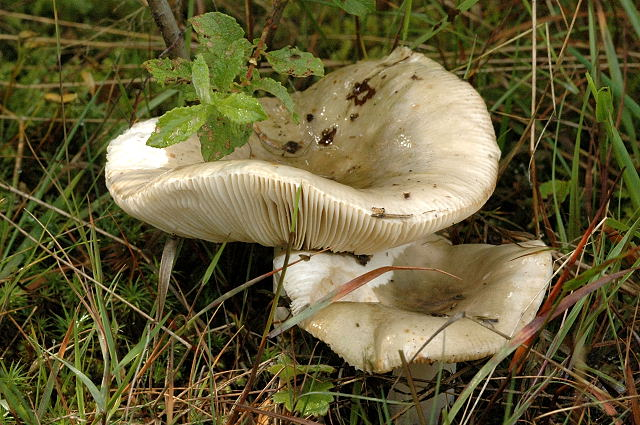
Russula grisea Typusart der Untergattung Heterophyllidia Romagn.

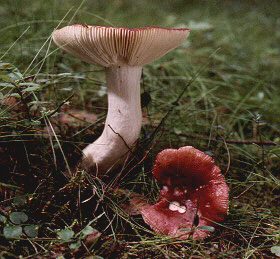
Russula emetica

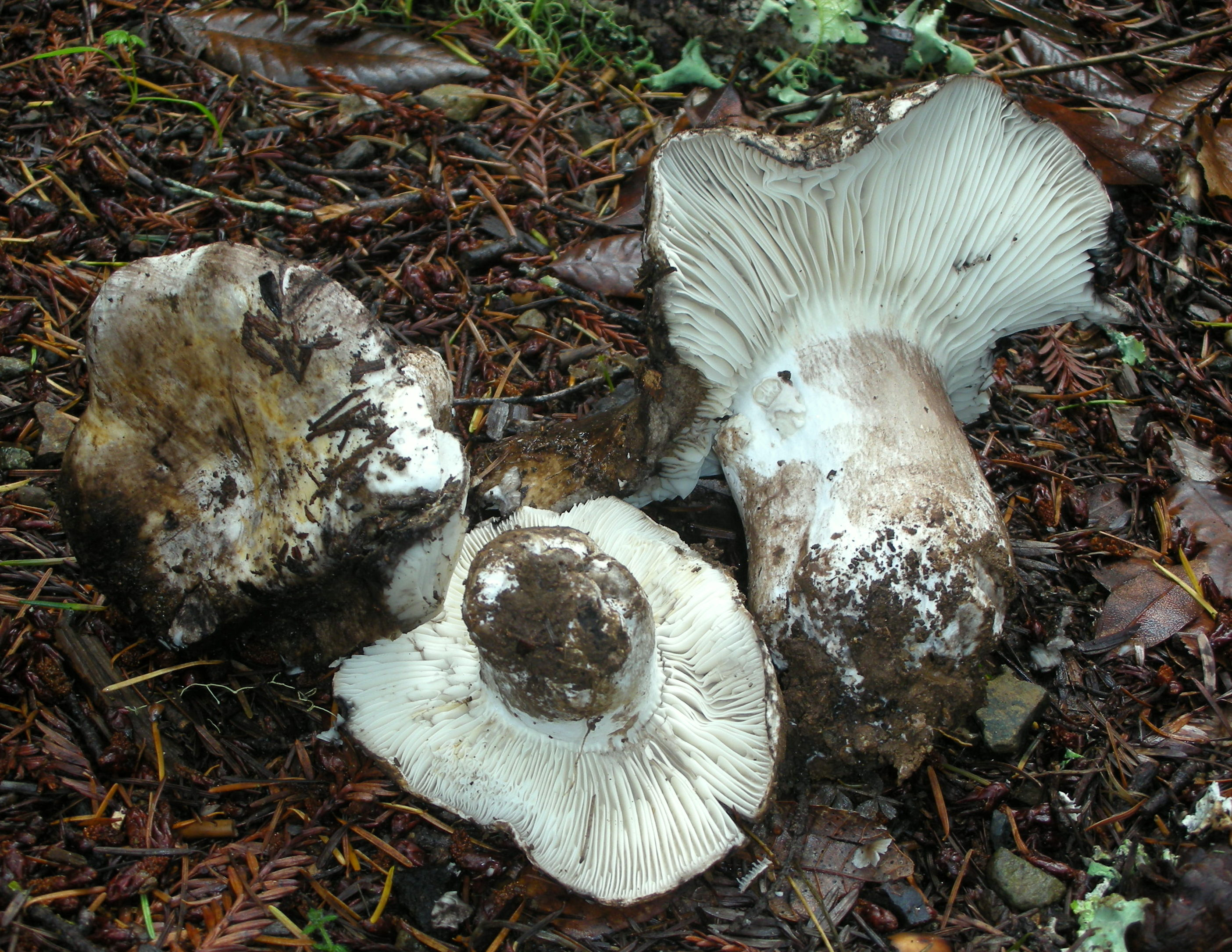
Russula albonigra

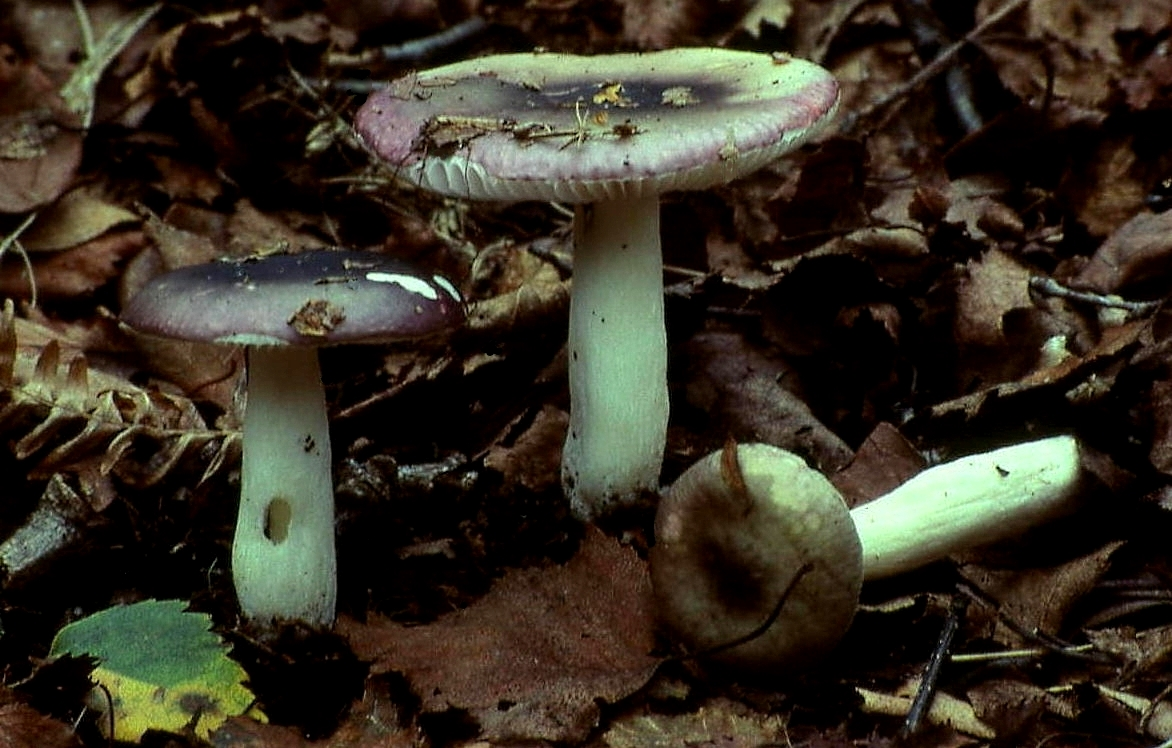
Russula fragilis

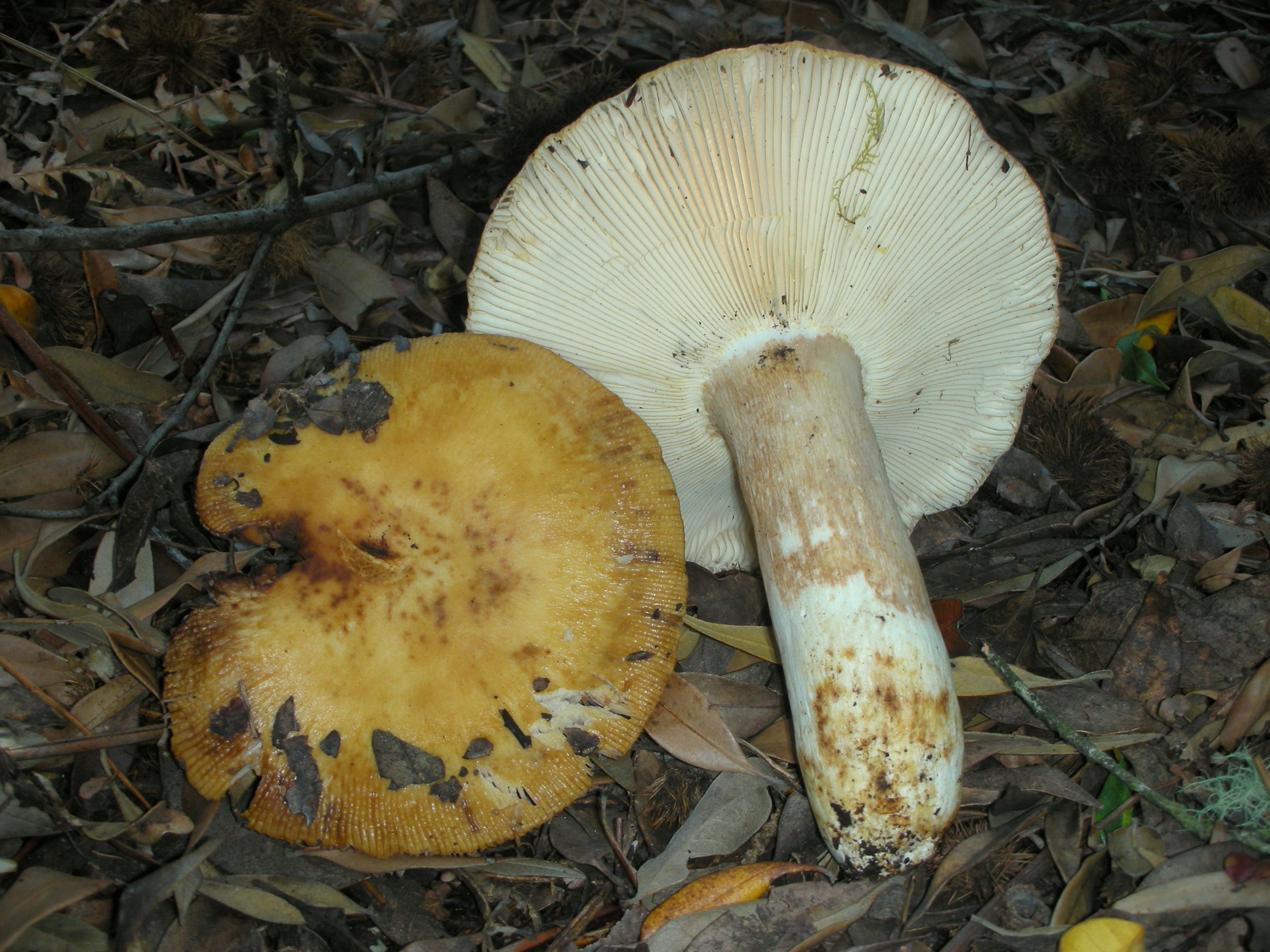
Russula fragrantissima

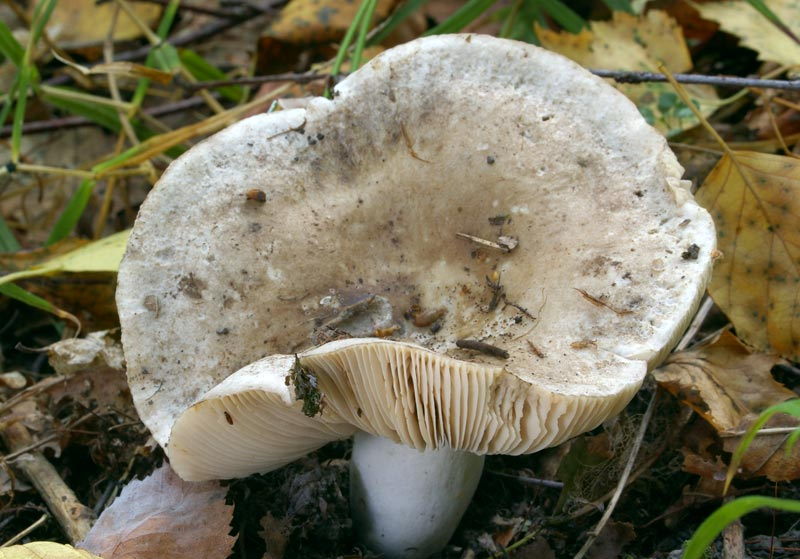
Russula adusta

| - Russula abietina Peck - Russula abietum (J. Blum) Bon - Russula acetolens Rauschert - Russula acriannulata Buyck 1993 - Russula acrifolia Romagn. 1997 - Russula acris Steinhaus 1888 - Russula acriuscula Buyck 1988 - Russula acrolamellata McNabb (1973) - Russula acuminata Buyck - Russula acutispora R. Heim 1971 - Russula adalbertii Reumaux, Moënne-Locc. & Bidaud - Russula adelae Cern. - Russula admirabilis Beardslee & Burl. - Russula adulterina Romagn. (1967) - Russula adusta (Pers.) Fr. (1838) - Russula adusto-densifolia Secr. ex Singer 1986 - Russula adustoides R. Heim - Russula aerina Romagn. (1962) - Russula aeruginea Lindblad ex Fr. (1863) - Russula aeruginescens Peck - Russula aeruginosa Krombh. - Russula affinis Burl. - Russula africana R. Heim - Russula afrodelica Buyck - Russula afrodelicata Buyck - Russula afronigricans Buyck - Russula agaricina (Kalchbr.) T. Lebel 2007 - Russula agglutinata R. Heim - Russula alachuana Murrill - Russula alba Velen. 1920 - Russula albella Peck - Russula albiclavipes Murrill - Russula albida Peck - Russula albidicremea Murrill - Russula albidolutescens Gillet - Russula albidula Peck 1898 - Russula albiduliformis Murrill - Russula albiflavescens Murrill - Russula albimarginata Murrill - Russula albipes H. Raab - Russula albo-areolata Hongo - Russula albofloccosa Buyck - Russula albolutescens McNabb (1973) - Russula albonigra Fr. 1874 - Russula albonigroides Singer - Russula alborosea Reumaux - Russula albospissa Buyck - Russula alcalinicola Burl. - Russula allochroa McNabb (1973) - Russula alnetorum Romagn. (1956) - Russula alnicrispae I.L. Brunner - Russula alnijorullensis (Singer) Singer - Russula alpigenes (Bon) Bon 1993 - Russula alpina (A. Blytt) F.H. Møller & Jul. Schäff. - Russula altaica (Singer) Singer - Russula alternata (Melzer & Zvára) J. Blum ex Bon - Russula alutacea (Fr.) Fr. (1838) - Russula alutaceiformis Murrill - Russula alveolata R. Heim - Russula amara Kucera (1927) - Russula amarissima Romagn. & Gilbert (1943) - Russula americana Singer - Russula amethystina Quél. 1898 - Russula amoena Quélet (1880) - Russula amoenata Britzelm. - Russula amoenicolor Romagn. 1962 - Russula amoenipes (Romagn. ex Bon) Bidaud, Moënne-Locc. & Reumaux 1996 - Russula amoenoides Romagn. 1967 - Russula amoenolens Romagn. (1952) - Russula amygdaloides Kauffman - Russula anatina Romagn. (1967) - Russula angustispora Bills - Russula anisata Murrill - Russula anisopterae Buyck & E. Horak - Russula annae Sarnari - Russula annulata R. Heim - Russula annulato-angustifolia Beeli - Russula annulatobadia Beeli - Russula annulatolutea Beeli - Russula annulatosquamosa Beeli - Russula anomala Peck 1898 - Russula anthracina Romagn. (1962) - Russula aosma Singer 1952 - Russula appalachiensis Singer - Russula aquosa Leclair (1932) - Russula archaea R. Heim - Russula archaeofistulosa Buyck - Russula archaeosuberis Sarnari - Russula arcyospora Singer - Russula areolata Buyck - Russula argyracea Cern. & H. Raab - Russula armeniaca Cooke - Russula armoricana Romagn. - Russula arnoldae Murrill - Russula arpalices Sarnari - Russula artesiana Bon - Russula astringens Burl. - Russula atramentosa Sarnari 1992 - Russula atrata Shaffer - Russula atroamethystina Alfaro, Singer & L.D. Gómez - Russula atrofusca Reumaux, Moënne-Locc. & Bidaud - Russula atroglauca Einhell. 1980 - Russula atropurpurea (Krombh.) Britzelm. (1893) - Russula atrorubens Quél. 1898 - Russula atrosanguinea Velen. - Russula atrovinosa Buyck - Russula atroviolacea Burl. - Russula atrovirens Beeli 1928 - Russula atroviridis Buyck (1990) - Russula aucarum Singer - Russula aucklandica McNabb (1973) - Russula aurantiaca Romag. (1967) - Russula aurantioflammans Ruots., Sarnari & Vauras 1998 - Russula aurantiofloccosa Buyck - Russula aurantiolutea Kauffman - Russula aurantiomarginata Buyck - Russula aurata (With.) F - Russula aurea Pers. (1796) - Russula aureola Buyck - Russula aureotacta R. Heim - Russula aurora Krombh. 1836; - Russula australiensis Cooke & Massee - Russula australirosea Murrill - Russula australis McNabb (1973) - Russula austrodelica Singer - Russula austromontana Singer - Russula autumnalis Velen. - Russula avellaneiceps Fatto - Russula azurea Bres. (1881) - Russula bachii Cern. & H. Raab 1955 - Russula badia Quél. (1881) - Russula balloui Peck 1913 - Russula barlae Quél. - Russula basifurcata Peck 1885 - Russula basiturgida Buyck - Russula bataillei Bidaud & Reumaux 1996 - Russula batistae Singer - Russula beardslei Burl. - Russula bella Hongo - Russula betulae Bidaud - Russula betularum Hora 1960 - Russula betulina Burl. - Russula bicolor Burl. - Russula binchuanensis H.A. Wen & J.Z. Ying - Russula binganensis Beeli 1928 - Russula blackfordiae Peck (1910) - Russula blanda Burl. - Russula blumiana Bon - Russula blumii Bon 1986 - Russula bohemiae Reumaux 2003 - Russula bona Schwalb 1896 - Russula bonii Buyck 1995 - Russula boninensis S. Ito & S. Imai - Russula borealis Kauffman - Russula boyacensis Singer - Russula brasiliensis Singer - Russula bresadolae Schulzer - Russula brevipes Peck 1890 - Russula brevissima Moënne-Locc. - Russula britzelmayri Romell - Russula brunneipes Murrill - Russula brunneo-alba De Marb. - Russula brunneoannulata Buyck - Russula brunneoderma Buyck - Russula brunneofloccosa Buyck - Russula brunneola Burl. - Russula brunneomarginata Cern. & H. Raab - Russula brunneorigida Buyck - Russula brunneoviolacea Crawshay (1930) - Russula brunnescens Murrill - Russula burgeae Thiers 1997 - Russula burkei Burl. - Russula bururiensis Buyck - Russula caerulea Fr. 1838 - Russula calvitiosa Kucera - Russula camarophylla Romagn. - Russula campestris (Romagn.) Bon - Russula campinensis (Singer) T.W. Henkel, Aime & S.L. Mill. - Russula capensis A. Pearson 1950 - Russula captiosa Reumaux 2003 - Russula carbonaria R. Heim & Gilles - Russula carmelensis M.M. Moser, Binyam. & Aviz.-Hersh. - Russula carmesina R. Heim - Russula carminea (Schaeff.) Kühner & Romagn. - Russula carminipes Blum (1953) - Russula carnicolor (Bres.) Rea - Russula carpini Girard & Heinemann (1956) - Russula cascadensis Shaffer - Russula castanopsidis Hongo - Russula castanopsis Hongo - Russula caucaensis Singer - Russula caucasica (Singer) Singer - Russula cavipes Britzelmayr (1893) - Russula cedriolens Hornicek 1986 - Russula cellulata Buyck 1989 - Russula cernohorskyi Singer 1935 - Russula cessans Pers. (1948) - Russula chamaeleon Singer - Russula chamaeleontina auct. - Russula chamaeleontina Fr. - Russula chameleontina anon. - Russula chamiteae Kühner 1975 - Russula cheelii Cleland - Russula chichuensis W.F. Chiu - Russula chlora Gillet - Russula chlorantha Velen. 1920 - Russula chlorinosma Burl. - Russula chloroides (Krombh.) Bres. (1900) - Russula chrysodacryoides Singer - Russula chrysodacryon Singer - Russula cicatricata Romagn. (1967) - Russula ciliata Buyck - Russula cinerascens Beardslee - Russula cinerea R. Heim - Russula cinerella Pat. - Russula cinereopurpurea Krombh. - Russula cinereovinosa Fatto - Russula cinereoviolacea Allesch. - Russula cinerescentipes Moënne-Locc. - Russula cingulata Buyck & E. Horak - Russula cinnabarina Horniček - Russula cinnamomicolor Krombh. 1845 - Russula cistoadelpha f. pseudounicolor Sarnari 1987 - Russula cistorum Bidaud 1996 - Russula citrina f. separata Singer 1938 - Russula citrinipes R. Heim 1938 - Russula citrinochlora Singer 1938 - Russula citrinocincta Reumaux 1996 - Russula citrinolilacina Reumaux 1996 - Russula citrinosulcata Jul. Schäff. 1927 - Russula clariana R. Heim ex Kuyper & Vuure 1985 - Russula claroflava Grove (1888) - Russula claroviridis E.H.L. Krause - Russula clavipes Velen. 1920 - Russula clelandii O.K. Mill. & R.N. Hilton - Russula clementinae Reumaux - Russula clitocybiformis Murrill - Russula clitocyboides (Henn.) Verbeken & Buyck - Russula clusii Fr. - Russula coccinea Massee - Russula cochisei Fatto 2000 - Russula coerulea (Pers.) Fr. - Russula coffeata Perr.-Bertr. - Russula collina Velen. 1920 - Russula columbaria Velen. 1920 - Russula columbiana Singer 1963 - Russula compacta Frost 1881 - Russula compressa Buyck 1989 - Russula concolora Buyck 1988 - Russula confusa Velen. 1920 - Russula congoana Pat. 1914 - Russula conjugata Velen. 1920 - Russula consobrina (Fr.) Fr. (1838) - Russula consobrinoides R. Heim - Russula constans Britzelm. - Russula conviviales Sarnari - Russula cookeana Reumaux - Russula cookeiana Reumaux - Russula corallina Burl. - Russula corinthii-rubra Burl. - Russula costaricensis Singer - Russula crassotunicata Singer - Russula crataegorum Murrill - Russula crawshayriana J. Blum - Russula cremea (Murrill) Singer - Russula cremeirosea Murrill - Russula cremeirubra Murrill - Russula cremeoavellana Kühner & Romagn. (1953) - Russula cremeoavellanea Singer - Russula cremeochracea McNabb (1973) - Russula cremeoflavescens Reumaux - Russula cremeolilacina Pegler - Russula cremeolilacinoides Reumaux - Russula cremoricolor Earle - Russula crenulata Burl. - Russula cretata Romagn. ex Reumaux 1996 - Russula cristata Romagn. 1962 - Russula cristulispora Singer - Russula crucensis L.D. Gómez - Russula cruentata Quél. & Schulzer - Russula crustosa Peck 1887 - Russula cupraeoviolacea J. Blum - Russula cuprea Krombh. & Lange - Russula cupreoaffinis Sarnari - Russula cupreola Sarnari - Russula curtipes F.H. Møller & Jul. Schäff. (1935) - Russula curtispora Moënne-Locc. 2003 - Russula cutefracta Cooke - Russula cutifracta Cooke - Russula cyanea R. Heim - Russula cyanescens Kickx - Russula cyanoxantha (Schaeff.) Fr. (1863) - Russula cyclosperma Buyck - Russula cypriani Gillet - Russula cystidiosa Murrill - Russula dadmunii Singer - Russula davisii Burl. - Russula decaryi R. Heim - Russula deceptiva Romagn. - Russula decipiens (Singer) Kühner & Romagn. (1985) - Russula decolorans Fries (1838) - Russula delica Fr. (1838) - Russula densifolia Gillet 1874 - Russula densissima Romagn. 1980 - Russula depallens Fr. 1838 - Russula derelicta Reumaux - Russula deremensis Henn. - Russula diaboli Singer - Russula diffusa Buyck - Russula dipigmentata Singer - Russula discopus R. Heim - Russula disparilus Burl. - Russula dissimulans Shaffer - Russula diversicolor Pegler - Russula drimeia Cooke (1881) - Russula dryadicola R. Fellner & Landa 1993 - Russula drymeja Cooke - Russula dryophila Sarnari - Russula dulcis Velen. - Russula dura Burl. 1924 - Russula earlei Peck 1903 - Russula eburneo-areolata Hongo - Russula eccentrica Peck 1911, - Russula echinosperma R. Heim & Gilles 1971 - Russula echinospora Singer 1940 - Russula elaeodes (Bres.) Romagn. ex Bon 1983, - Russula elegans Bres. 1881 - Russula elephantina (Bolton) Fr. - Russula ellenae Thiers 1997 - Russula emetica (Schaeff.: Fr.) Pers. (1796) - Russula emeticella (Singer) J. Blum - Russula emeticicolor Singer (1942) - Russula emeticiformis Murrill - Russula eogranulata Singer - Russula eperythra Singer, Alfaro & L.D. Gómez - Russula epitheliosa Singer - Russula erumpens Cleland & Cheel - Russula erythropus Fr. ex Pelt. - Russula esculenta Pers. - Russula esperidis Sarnari - Russula europae J. Blum ex Romagn. - Russula exalbicans Melzer & Zvara (1927) - Russula excentrica Velen. - Russula expallens Gillet - Russula fageticola Melzer ex S. Lundell 1956 - Russula fagetorum Bon - Russula faginea Romagn. ex Romagn. (1967) - Russula fallax (Schaeff.) Fr. - Russula farinipes Britzelm. (1893) - Russula fastigiata Fatto - Russula faustiana Sarnari - Russula favrei M.M. Moser - Russula fellea Fr. (1838) - Russula felleicolor Bon & Jamoni - Russula ferreri Singer - Russula ferrotincta Singer - Russula fimbriata Buyck - Russula fingibilis Britzelm. - Russula firmula Schaeff. (1940) - Russula fistulosa R. Heim - Russula flava Lindl. - Russula flaviceps Peck - Russula flavida Frost 1880 - Russula flavisiccans Bills - Russula flavispora Romagn. - Russula flavobrunnea Buyck - Russula flavocitrina J. Blum ex Bon - Russula flavovirens J. Bommer & M. Rousseau - Russula flavoviridis Romagn. - Russula fleischeriana Henn. - Russula floccosa Lj.N. Vassiljeva - Russula flocculosa Burl. - Russula flocktonae Cleland & Cheel - Russula floridana Murrill - Russula foeda Reumaux - Russula foetens Pers. (1796) - Russula foetentula Peck - Russula foetida G. Martin - Russula foetulenta Buyck - Russula fontqueri Singer (1947) - Russula fragilis (Pers.) Fr. (1838) - Russula fragrantissima Romagn. (1967) - Russula friesii Bres. - Russula frondosae J. Blum ex Reumaux - Russula fucosa Burl. - Russula fuegiana Singer - Russula fuliginosa Sarnari - Russula fulva J. Blum - Russula fulvescens Burl. - Russula fulvo-ochrascens Buyck - Russula fulvograminea Ruots., Sarnari & Vauras - Russula furcata (Pers.) Fr. - Russula furcatifolia Murrill - Russula fusca Quél. 1887 - Russula fuscescens Velen. - Russula fuscogrisea Petch - Russula fuscolilacea Velen. - Russula fuscomaculata Romagn. - Russula fusconigra M.M. Moser 1979 - Russula fuscorosea J. Blum ex Bon - Russula fuscorubra (Bres.) J. Blum - Russula fuscorubroides Bon 1976 - Russula fuscovinacea J.E. Lange - Russula galactea Bidaud & Heullant - Russula galochroa Fr. (1838) - Russula galochroides Sarnari - Russula gaminii (Dupain) Singer - Russula gedehensis Henn. - Russula gelatinascens Singer - Russula gigasperma Romagn. - Russula gilva Zvára - Russula gilvescens Romagn. ex Bon - Russula glaucescentipes Murrill - Russula globispora (J. Blum) Bon - Russula glutinosa Fatto - Russula gomezii Singer - Russula goossensiae Beeli - Russula gossypina Buyck - Russula gracilipes Romagn. - Russula gracilis Burl. - Russula gracillima Schäfer (1931) - Russula granulata Peck - Russula granulosa Cooke - Russula granulosula Murrill - Russula grata Britzelm. (1898) - Russula graveolens Britzelm. (1899) - Russula grisea (Batsch) Fr. (1838) - Russula griseascens (Bon & Gaugué) Marti 1984 - Russula griseobrunnea McNabb (1973) - Russula griseocephala Buyck - Russula griseoflaccida Sarnari - Russula griseostipitata McNabb (1973) - Russula griseoviolacea McNabb (1973) - Russula griseoviridis McNabb (1973) - Russula groenlandica Ruots. & Vauras - Russula grundii Thiers 1997 - Russula guayarensis Singer - Russula haasii Raithelh. - Russula handelii Singer - Russula heimii Singer - Russula heinemannii Buyck - Russula helgae Romagn. - Russula heliochroma R. Heim - Russula helios Malençon ex Sarnari - Russula helodes Melzer (1929) - Russula henningsii Sacc. & Syd. - Russula herrerae A. Kong, A. Montoya & Estrada - Russula heterochroa Kühner 1975 - Russula heterophylla (Fr.) Fr. (1838) - Russula heterospora Beardslee - Russula heterosporoides Murrill - Russula hibbardae Burl. - Russula hiemisilvae Buyck - Russula himalayana Rawla & Sarwal - Russula hixsoni Murrill - Russula hixsonii Murrill - Russula hoehnelii Singer - Russula hongoi Singer - Russula hortensis Sarnari 1998 - Russula humboldtii Singer - Russula humicola Sarnari - Russula humidicola Burl. - Russula hydrophila Hornicek - Russula hydropica Buyck - Russula hygrophytica Pegler - Russula hysgina Buyck & E. Horak - Russula ilicis Romagn., Chevassut & Privat 1972 - Russula illota Romag. (1954) - Russula imitatrix Homola & Shaffer - Russula immaculata (Beeli) Dennis - Russula impolita (Romagn.) Bon - Russula inamoena Sarnari - Russula incarnata Morgan (1836) - Russula incarnaticeps Murrill - Russula inconspicua Velen. - Russula inconstans Burl. 1936 - Russula incrassata Buyck - Russula indecorata P. Karst. - Russula indica Sathe & J.T. Daniel - Russula inedulis Murrill - Russula inflata Buyck - Russula ingens Buyck - Russula ingwa Grgur. - Russula innocua Romag. (1967) - Russula inochlora Romag. (1952) - Russula inquinata McNabb (1973) - Russula insignis Quél. (1888) - Russula integra (L.) Fr. (1838) - Russula integriformis Sarnari - Russula intermedia P. Karst. 1888 - Russula intricata Buyck - Russula ionochlora Romagn. - Russula iterika Grgur. - Russula japonica Hongo - Russula javanica Sacc. & Syd. - Russula joannis Bon - Russula josserandii Bertault - Russula juniperina Ubaldi - Russula kalimna Grgur. - Russula kansaiensis Hongo - Russula kathmanduensis Adhikari - Russula kauffmaniana (Singer) Singer - Russula kauffmanii Jul. Schäff. - Russula kavinae Melzer & Zvára - Russula kellyi Burl. 1924 - Russula kermesina T. Lebel 2007 - Russula kirinea R. Heim 1965 - Russula kivuensis Buyck 1988 - Russula knauthii (Singer) Hora - Russula krombholzii Shaffer 1970 - Russula laccata Huijsman 1955 - Russula lactea (Pers.) Fr. - Russula laeta J. Schaeffer (1952) - Russula lamprocystidiata Buyck - Russula langei Bon 1970 - Russula languida Cern. & H. Raab 1955 - Russula laricina Velenovsky (1920) - Russula laricinoaffinis Bon 1988 - Russula lateralipes Buyck & E. Horak 1999 - Russula lateritia Quél. 1885 - Russula laurocerasi Melzer 1920 - Russula leelavathyi K.B. Vrinda, C.K. Pradeep & T.K. Abraham 1997 - Russula leguminosarum Singer 1983 - Russula lenkunya Grgur. 1997 - Russula lepida Fr. 1836 - Russula lepidicolor Romag. (1962) - Russula lepidiformis Murrill 1938 - Russula leucomodesta Singer - Russula leucospora Bon 1986 - Russula levispora Murrill - Russula levisporiformis Murrill - Russula levyana Murrill - Russula liberiensis Singer - Russula lilacea Quél., Bull. (1876) - Russula lilacinocremea Romagn. - Russula lilacipes Shear - Russula linnaei Fr. - Russula littoralis Romagn. (1972) - Russula livescens (Batsch) Bataille - Russula livida (Gillet) J. Schröt. - Russula lividirosea Murrill - Russula lividopallescens Sarnari - Russula ludoviciana Shaffer - Russula lundellii Singer (1938) - Russula lutea (Huds.) Gray 182 - Russula luteispora Murrill - Russula lutensis Romagn. - Russula luteoaurantia Romagn. - Russula luteobasis Peck - Russula luteofolia Fatto - Russula luteolo-alba Britzelm. | - Russula luteomaculata Buyck - Russula luteopulverulenta Buyck - Russula luteorosella Britzelm. - Russula luteosekta Horniček - Russula luteotacta Rea (1897) - Russula luteoviolacea Krombh. - Russula luteovirens Boud. - Russula luteoviridans Codat et Martin ss. J. Blum. - Russula lutescentifolia Murrill - Russula luteus (L.: Fr.) Roussel - Russula macrocystidiata McNabb (1973) - Russula macrocystis (R. Heim) Buyck - Russula macropoda Singer - Russula maculata Quél. & Roze (1877) - Russula maculosa Murrill - Russula madagassensis R. Heim - Russula maenadum R. Heim - Russula maesta Kucera - Russula magna Beardslee - Russula magnifica Peck - Russula mairei Singer (1929) - Russula major Singer - Russula mallophora Singer - Russula marangania Grgur. - Russula marginata Burl. - Russula mariae Peck - Russula marronina Pegler - Russula martinica Pegler - Russula matoubensis Pegler - Russula maxima Burl. - Russula maximispora J. Blum ex Bon - Russula medullata Romagn. (1997) - Russula meleagris Buyck - Russula melitodes Romagn. 1943 - Russula melliolens Quél. (1897) - Russula melzeri Zvára (1927) - Russula memnon Krombh. - Russula mendocinensis Thiers 1997 - Russula mephitica Pegler - Russula mesospora Singer 1938 - Russula messapica Sarnari - Russula metachroa Sarnari - Russula metachromatica Singer - Russula mexicana Burl. - Russula michiganensis Shaffer - Russula microspora Singer - Russula mimetica R. Heim - Russula miniata McNabb (1973) - Russula minutula Velenovsky (1923) - Russula mitis Rea - Russula mitissima Singer - Russula modesta Peck - Russula mollis Quél. 1883 - Russula monspeliensis Sarnari - Russula montana Z. Schaef. - Russula montensis Bidaud, Moënne-Locc. & P.A. Moreau - Russula montivaga Singer - Russula moravica Velen. - Russula mordax Burl. - Russula morgani Sacc. - Russula morganii Sacc. - Russula moyersoeni Buyck - Russula moyersoenii Buyck - Russula multicolor J. Blum ex Bon 1986 - Russula multicystidiata McNabb (1973) - Russula multifurcata Velen. - Russula munia Buyck - Russula murina Burl. - Russula murinacea R. Heim - Russula murrillii Burl. - Russula mussooriensis Rawla & Sarwal - Russula mussooriensis Rawla & Sarwal 1983 - Russula mustelina Fr. 1838 - Russula mustelinicolor Reumaux, Moënne-Locc. & Bidaud - Russula mutabilis Murrill - Russula mutantipes Murrill - Russula nana Killerm. (1936) - Russula nanella Singer 1983 - Russula nauseosa Fries (1838) - Russula neerimea Grgur. 1997 - Russula neglecta Singer 1947 - Russula neodiscopoda Singer 1983 - Russula neoemetica Hongo 1979 - Russula nepalensis Adhikari 1990 - Russula nigricans (Bull.) Fr. (1838) - Russula nigropurpurea Bidaud & Moënne-Locc. 1997 - Russula niigatensis Hongo 1955 - Russula nitida (Pers.) Fr. (1838) - Russula nivea Pers. 1801 - Russula nobilis Velen. (1920) = Russula mairei Singer (1929) - Russula norvegica D.A. Reid 1972 - Russula nothofaginea Singer 1950 - Russula novaezelandiae McNabb (1973) - Russula novispora Murrill 1944 - Russula nuoljae Kühner 1975 - Russula nuragica Sarnari 1986 - Russula obscura (Romell) Peck 1906 - Russula obscuriformis Murrill 1945 - Russula obtecta Singer 1940 - Russula obtusopunctata Buyck 1989 - Russula occidentalis Bon 1982 - Russula ochracea (Alb. & Schwein.) Fr. 1838 - Russula ochraceoalba Britzelm. 1885 - Russula ochraceofuliginosa Beeli 1928 - Russula ochraceorivulosa Buyck 1989 - Russula ochraleucoides Kauffman 1918 - Russula ochricompacta Bills & O.K. Mill. 1984 - Russula ochrocephala Buyck 1989 - Russula ochroflavescens Reumaux 1996 - Russula ochroleuca Pers. (1796) - Russula ochroleuciformis Murrill 1946 - Russula ochrosperma Moënne-Locc. 1996 - Russula ochrospora (Nicol.ex Quadr.& Rossi) Quadr. (1985) - Russula ochrostraminea Pegler 1980 - Russula ochroviridis (Cooke) Reumaux 1996 - Russula odorata Romagn. (1950) - Russula odorata Romagn. (1950) - Russula oinochroa Buyck 1988 - Russula oleifera Buyck 1989 - Russula olivacea (Schaeff.) Fr. (1838) - Russula olivaceomalva Reumaux, Moënne-Locc. & Bidaud 1999 - Russula olivaceoviolascens Saccardo & Trotter (1912) - Russula olivascens Fr. 1861 - Russula olivicolor Britzelm. 1885 - Russula olivina Ruots. & Vauras 1990 - Russula olivobrunnea Ruots. & Vauras 1994 - Russula omiensis Hongo 1967 - Russula operta Burl. 1924 - Russula oreades Sarnari 2001 - Russula oreina Singer 1938, - Russula orinocensis Pat. & Gaillard 1888 - Russula ornaticeps Burl. 1921 - Russula pachycystis Singer 1983 - Russula pacifica Thiers 1997 - Russula pallescens P. Karst. 1889 - Russula pallida P. Karst. 1896 - Russula pallidorimosa Buyck 1989 - Russula pallidospora Rom. (1967) - Russula paludosa Britzelm. 1891 - Russula palumbina Quél. 1883 - Russula panamae Buyck & Ovrebo 2002 - Russula pantherina (Zvára) Moënne-Locc. & Reumaux 1996 - Russula pantoleuca Singer 1958 aa - Russula papakaiensis McNabb (1973) - Russula papavericolor Reumaux 1996 - Russula papillata R. Heim & Gilles 1971 - Russula paradecipiens (A. Favre) A. Favre 1999 - Russula paraemetica Reumaux 1997 - Russula parahelios D. Antonini & M. Antonini 2002 - Russula parasitica (R. Heim) Buyck 1990 - Russula parazurea Jul. Schäff. (1931) - Russula parodorata Sarnari 1999 - Russula parolivascens Bidaud & Moënne-Locc. 1996 - Russula partirosea Murrill 1946 - Russula parvipes Romell - Russula parvopurpurea Buyck 1989 - Russula parvorosea Buyck 1989 - Russula pascua (F.H. Møller & Jul. Schäff.) Kühner 1975 - Russula patouillardii Singer 1935 - Russula patriotica Murrill 1948 - Russula pausiaca Buyck 1987 - Russula peckii Singer 1943 - Russula pectinata Fr. (1838) - Russula pectinatoides Peck (1907) - Russula pelargonia Niolle 1941 - Russula perelegans Buyck & E. Horak 1999 - Russula perlactea Murrill 1943 - Russula persanguinea Cleland 1933 - Russula persicina Melzer & Zvara (1927) - Russula persobria Kauffman 1939 - Russula pervirginea Murrill 1946 - Russula phaeocephala Buyck 1989 - Russula phlyctidospora (Romagn.) Bon 1986 - Russula picearum Singer 1962 - Russula piceetorum Singer 1963 - Russula piceicola Sarnari 1993 - Russula picrea Sarnari 1992 - Russula pilocystidiata McNabb (1973) - Russula pilocystidiata McNabb 1973 - Russula pinetorum Murrill 1939 - Russula pinicola Murrill 1943 - Russula pinophila Murrill 1945 - Russula placita Burl. 1936 - Russula pleurogena Buyck & E. Horak (1999) - Russula pleurogena Buyck & E. Horak 1999 - Russula pluteoides Singer 1989 - Russula pluvialis Singer 1983 - Russula poetae Reumaux 1942 - Russula polonica Steinhaus 1888 - Russula polychrom Singer ex Hora 1960 - Russula polycystis Singer 1940 - Russula polyphylla Peck 1898 - Russula praeclavipes Murrill 1943 - Russula praecompacta Murrill 1945 - Russula praeformosa Murrill 1943 - Russula praefragilis Murrill 1946 - Russula praepalustris Murrill 1946 - Russula praerubra Murrill 1943 - Russula praerubriceps Murrill 1943 - Russula praetenuis Murrill 1943 - Russula praetermissa Reumaux 1996 - Russula praetervisa Sarnari 1998 - Russula praeumbonata Burl. 1921 - Russula primaverna Fatto 1999 - Russula prinophila Sarnari 1988 - Russula pruinata Buyck 1989 - Russula psammophila Singer 1989 - Russula pseudo-olivascens Kärcher 2002 - Russula pseudoaeruginea (Romagn.) Kuyper & Vuure 1985 - Russula pseudoaffinis Migl. & Nicolaj 1985 - Russula pseudoareolata McNabb (1973) - Russula pseudoaurata Jul. Schäff. 1928 - Russula pseudocampestris Kühner 1975 - Russula pseudocarmesina Buyck 1990 - Russula pseudocavipes Bon 1987 - Russula pseudodelica J.E. Lange 1926 - Russula pseudoemetica Kill. 1936 - Russula pseudoepitheliosa Buyck 1990 - Russula pseudofoetens Murrill 1945 - Russula pseudoimpolita Sarnari 1987 - Russula pseudointegra Arnoult & Goris (1907) - Russula pseudolateriticola Buyck 1999 - Russula pseudolepida Singer 1940 - Russula pseudolilacea J. Blum 1954 - Russula pseudoluteoviridans Romagn. 1944 - Russula pseudomaenadum R. Heim 1965 - Russula pseudomelitodes J. Blum ex Bon 1986 - Russula pseudomelliolens Singer ex Reumaux 1996 - Russula pseudopeckii Fatto 1998 - Russula pseudopuellaris (Bon) Bon 1981 - Russula pseudopurpurea Buyck 1990 - Russula pseudoraoultii Ayel & Bidaud 1996 - Russula pseudoromellii J. Blum 1955 - Russula pseudorosea J. Blum 1954 - Russula pseudoruberrima Romagn. 1988 - Russula pseudostriatoviridis Buyck 1989 - Russula pseudosuberetorum Dagron 1998 - Russula pseudoviolacea Joachim 1931 - Russula pubescens Velen. 1920 - Russula pudorina McNabb (1973) - Russula puellaris Fries (1838) - Russula puellula Moeller Schäff. (1937) - Russula puiggarii (Speg.) Singer 1950 - Russula pulchrae-uxoris Reumaux 1994 - Russula pulchralis Britzelm. 1885 - Russula pulchrisperma Buyck 1989 - Russula pumila Rouzeau & F. Massart 1970 - Russula punctata Krombh. 1845 - Russula pungens Beardslee 1918 - Russula punicea Thiers 1997 - Russula purpurascens Bres. 1929 - Russula purpurata Russula purpurata - Russula purpureotincta McNabb (1973) - Russula purpurissata Reumaux 1996 - Russula pusilla Peck 1907 - Russula pusilliformis Murrill 1945 - Russula pusillissima Moënne-Locc. 1996 - Russula putida Sarnari 1998 - Russula pyrenaica J. Blum 1957 - Russula pyrrhonii Moënne-Locc. & Reumaux 1996 - Russula queletiana Schulzer - Russula queletii Fr. (1872) - Russula querceti H. Haas & Jul. Schäff. 1952 - Russula quercilicis Sarnari 1991 - Russula quercus-oleoidis Singer 1983 - Russula radicans R. Heim 1938 - Russula raoultii Quél. (1886) - Russula redolens Burl. 1921 - Russula regalis Murrill 1940 - Russula renidens Ruots., Sarnari & Vauras 1998 - Russula retispora (Singer) Bon 1986 - Russula rhodella E.-J. Gilbert 1932 - Russula rhodomarginata Sarnari 1988 - Russula rhodomelanea Sarnari 1993 - Russula rhodopus Melzer & Zvára (1927) - Russula rhodoxantha Peyronel 1922 - Russula rimosa Murrill (1946) [1945] - Russula rimulosa Pennycook (2003) - Russula riograndensis Singer 1954 - Russula risigallina (Batsch) Sacc. 1915 - Russula rivulicola Ruots. & Vauras 2000 - Russula robertii J. Blum 1954 - Russula robusta R. Heim 1938 - Russula romagnesiana Shaffer 1964 - Russula romellii Maire (1910) - Russula rooseveltiana Murrill 1943 - Russula rosacea (Pers.) Gray 1821 - Russula rosea Pers. (1796) - Russula roseipes Bres. (1881) - Russula roseitincta Murrill 1940 - Russula roseoalba Buyck 1988 - Russula roseoaurantia Sarnari 1993 - Russula roseobrunnea J. Blum 1953 - Russula roseoisabellina Murrill 1943 - Russula roseopileata McNabb 1973 - Russula roseostipitata McNabb 1973 - Russula roseoviolacea Buyck 1990 - Russula rubellipes Fatto 1998 - Russula rubens R. Heim 1938 - Russula ruberrima Romagn. 1950 - Russula rubicunda Quél. 1895 - Russula rubida Romagn. ex Reumaux 1996 - Russula rubra Fr. (1925) - Russula rubriceps (Kauffman) Singer 1943 - Russula rubrifolia Murrill 1940 - Russula rubripurpurea Murrill 1943 - Russula rubroalba (Singer) Romagn. 1967, - Russula rubrocarminea Romagn. 1967 - Russula rubrogrisea (Romagn.) Reumaux 1996 - Russula rubrolutea (T. Lebel) T. Lebel 2007 - Russula rugosella Raithelh. 1972 - Russula rugulosa Peck 1900 - Russula rutila Romag. (1952) - Russula saliceticola (Singer) Kühner ex Knudsen & T. Borgen 1982, - Russula salmoneolutea Landa & R. Fellner 1986 - Russula salmonicolor (Romagn.) Reumaux 1996 - Russula sanguinaria (Schumach.) Rauschert 1989 - Russula sanguinea (Bull.) Fr. (1838) - Russula sanguinea (Bull.) Fr. 1838 - Russula sapinea Sarnari 1994 - Russula sardonia Fries (1838) - Russula schaefferi Kärcher 1996 - Russula schaefferiana Niolle 1943 - Russula schaefferina Rawla & Sarwal 1983 - Russula schiffneri Singer 1929 - Russula schizoderma Pat. 1924 - Russula schizopellis Sarnari 1993 - Russula schoeffelii Cern. & H. Raab 1955 - Russula scotica A. Pearson 1939 - Russula sejuncta Buyck 1988 - Russula semicrema Fr. 1838 - Russula semililacea Singer 1989 - Russula senecis S. Imai 1938 - Russula seperina Dupain 1913 - Russula septentrionalis Singer 1936 - Russula sericatula Romag. (1958) - Russula sericella Murrill 1945 - Russula serotina Quél. 1878 - Russula sese Beeli 1928 - Russula sesemotani Beeli 1928 - Russula sesenagula Beeli 1928 - Russula sierrensis Thiers 1997 - Russula silvestris (Singer) Reumaux 1996 - Russula silvicola Shaffer 1975 - Russula similis Bres. 1929 - Russula simillima Peck 1872 - Russula simulans Burl. 1921 - Russula singaporensis Singer 1955 - Russula singeri R. Heim 1938 - Russula singeriana Bon 1986 - Russula smaragdina Quél. 1885 - Russula smithii Singer 1938 - Russula solaris Ferdinandsen & Winge (1923) - Russula solitaria McNabb (1973) - Russula sordida Peck 1905 - Russula sororia (Fr.) Romell (1891) - Russula sororiicolor Singer 1983 - Russula speciosa J. Blum ex Bon 1986 - Russula sphagnetorum Romagn. 1985 - Russula sphagnophila Kauffman 1909 - Russula stagnorum Carteret & Reumaux 2003 - Russula stagnosa Reumaux 2003 - Russula stenotricha Romagn. 1962 - Russula straminea Malençon 1942, - Russula striatella Jul. Schäff. 1933 - Russula striatoviridis Buyck 1990 - Russula stuntzii Grund 1979 - Russula subacris Murrill 1940 - Russula subaffinis Bidaud & P.-A. Moreau 1996 - Russula subalbida Bres. 1890 - Russula subalbidula Murrill 1941 - Russula subazurea Bon 1975 - Russula subbrevis Reumaux 1996 - Russula subbrunneipes Murrill 1945 - Russula subcarminea Reumaux 2003 - Russula subcarnicolor Murrill 1946 - Russula subcompacta Britzelm. 1885 - Russula subcremeiceps Murrill 1946 - Russula subcristulata Romagn. 1962 - Russula subcyanoxantha Murrill 1943 - Russula subdensifolia Murrill 1941 - Russula subdepallens Peck 1896 - Russula subelaeodes Reumaux 1999 - Russula subemetica Schulzer 1881 - Russula suberetorum Dagron 1992 - Russula subfistulosa Buyck 1989 - Russula subflava Singer 1942 - Russula subfloridana Murrill 1946 - Russula subfoetens W.G. Sm. 1873 - Russula subfragiliformis Murrill 1943 - Russula subfragilis Rick 1938 - Russula subfurcata Reumaux 1999 - Russula subglauca Murrill 1943 - Russula subgraminicolor Murrill 1943 - Russula subgranulosa Murrill 1940 - Russula subincarnata Murrill 1941 - Russula subinconstans Murrill 1946 - Russula subintegra (Singer) Joachim 1939 - Russula subintegra J. Blum ex Bon 1986 - Russula sublaevis (Buyck) Buyck 1993 - Russula sublevispora (Romagn.) Romagn. 1967 - Russula subloculata Trappe, T. Lebel & Castellano 2002 - Russula sublongipes Reumaux ex Reumaux & Moënne-Locc. 1999 - Russula subluteobasis Murrill 1943 - Russula subminutula Singer 1947 - Russula subnigricans Hongo 1955 - Russula subobscura Murrill 1939 - Russula subochroleuca Murrill 1938 - Russula subochrophylla Murrill 1938 - Russula subpavonina Murrill 1946 - Russula subpruinosa Murrill 1945 - Russula subpunctata Kauffman 1918 - Russula subpurpurea Reumaux ex Reumaux 1999 - Russula subpusilla Murrill 1941 - Russula subrubens (J.E. Lange) Bon 1972 - Russula subrubescens Murrill 1940 - Russula subsericeonitens Murrill 1939 - Russula subseriflua Buyck 1989 - Russula subsilvestris Carteret & Reumaux 2003 - Russula subsmaragdina Reumaux 1996 - Russula subsordida Peck 1905 - Russula substiptica Pers. - Russula substraminea Sarnari 1992 - Russula subsulphurea Murrill 1945 - Russula subtenuiceps Fatto 2002 - Russula subterfurcata Romagn. 1967 - Russula subtilis Burl. 1924 - Russula subtomentosa (Sarnari) Sarnari 1999 - Russula subtorulosa Singer 1982 - Russula subvariata Murrill 1945 - Russula subvelata Singer 1929 - Russula subvelutina Peck - Russula subveternosa Singer 1940 - Russula subvinosa McNabb 1973 - Russula subviridella Murrill 1943 - Russula subviridescens Buyck 1989 - Russula synaptica Sarnari 1993 - Russula syringina (Zvára) Reumaux 1996 - Russula taeniospora Einhellinger (1986) - Russula taigarum Ruots. & Vauras 1990 - Russula tanzaniae Buyck 1993 - Russula tapawera (T. Lebel) T. Lebel 2007 - Russula tawai McNabb (1973) - Russula tennesseensis Singer 1939 - Russula tenuiceps Kauffman 1909 - Russula tenuipilosa Buyck 1990 - Russula tenuithrix Buyck 1993 - Russula terenopus Romag. (1967) - Russula testacea Buyck 1988 - Russula testaceiceps Murrill 1946 - Russula testaceoaurantiaca Beeli 1928 - Russula tinctipes J. Blum ex Bon 1986 - Russula tjibodensis (Henn.) Sacc. & P. Syd. 1902 - Russula tomentosa Buyck 1988 - Russula torulosa Bres. (1929) - Russula transiens (Singer) Romagn. 1967 - Russula tricholomopsis McNabb (1973) - Russula tricolor Murrill 1946 - Russula trimbachii Bon 1997 - Russula truncigena Britzelm. 1885 - Russula tuberculata Murrill 1940 - Russula tuberculosa R. Heim 1938 - Russula turci Bresadola (1988) - Russula tyrrhenica Sarnari 1984 - Russula ulixis Reumaux 1999 - Russula umbrina B. Knauth 1926 - Russula umerensis McNabb (1973) - Russula uncialiformis Murrill 1943 - Russula uncialis Peck 1906 - Russula unicolor Romagn. 1967 - Russula urens Romell 1921 - Russula usambarae Buyck 1993 - Russula vanillina Kucera 193 - Russula variata Banning 1881 - Russula variecolor J. Blum 1954 - Russula variegata Romagn. 1962 - Russula variegatula Romag. (1961) - Russula variicolor Murrill 1943 - Russula vassilievae Bulach 1987 - Russula velenovskyi Melzer & Zvára (1927) - Russula velutina (Bres.) Buyck 1988 - Russula venezueliana Singer 1952 - Russula venosa Velen. 1920 - Russula venosopurpurea Pers. 1796 - Russula venusta Murrill 1946 - Russula venustissima Carteret & Reumaux 2004 - Russula verna Singer 1983 - Russula versatilis Romagn. 1962 - Russula versicolor - Russula vesca Fr. (1836) - Russula vesicatoria Murrill 1943 - Russula veternosa Schäffer (1952) - Russula vinaceocuticulata McNabb (1973) - Russula vinosa Lindblad (1901) - Russula vinosirosea Murrill 1943 - Russula vinosobrunnea Romag. (1967) - Russula vinosopurpurea Jul. Schäff. 1938 - Russula vinososordida Ruots. & Vauras 2000 - Russula violacea Quél. (1883) - Russula violaceo-olivascens Bidaud 1996 - Russula violaceoides Hora 1960 - Russula violaceoincarnata Knudsen & T. Borgen 1992 - Russula violeipes Quél. (1898) - Russula virescens (Schaeff.) Fr. - Russula virginea Cooke & Massee 1890 - Russula viridella Peck 1905 - Russula viridescens Krombh. 1845 - Russula viridioculata Burl. 1921 - Russula viridipes Banning & Peck 1891 - Russula viridis Cleland (1933) - Russula viridofusca Grund 1979 - Russula viridrobusta Buyck 1989 - Russula viroviolacea Imler 1984 - Russula viscida Kudrna (1919) - Russula viscidula Buyck 1988 - Russula vitellina (Pers.) Gray 1821 - Russula vivida McNabb (1973) - Russula wahgiensis Singer 1960 - Russula watsoniana Murrill 1939 - Russula westii Murrill 1941 - Russula wollumbina Grgur. 1997 - Russula wrightii Raithelh. 1977 - Russula xanthophaea Boud. 1894 - Russula xanthoporphyrea Thiers 1997 - Russula xenochlora P.D. Orton 1999 - Russula xerampelina (Schaeff.) Fr. - Russula xylophila Beeli 1936 - Russula yaeneroensis Buyck 1990 - Russula yuennanensis (Singer) Singer 1942 - Russula zelleri Burl. 1936 - Russula zenkeri (Henn.) Singer 1973 - Russula zonaria Buyck & Desjardin 2003 - Russula zonatula Schaeff. 1934 - Russula zvarae Velenovsky 1922 |